# The Sea (álbum de Melanie C)
The Sea es el quinto álbum de estudio de Melanie C. El cual tiene como fecha de lanzamiento el 4 de septiembre de 2011 en Alemania, Austria, Suiza, Serbia, Croacia, Eslovenia, República Checa, Dinamarca, Finlandia, Noruega, Suecia y Polonia, Inglaterra e Irlanda

## Canciones confirmadas
- The Sea[1]
- Weak
- Think About It
- Beautiful Mind
- One By One
- Stupid Game
- All About You
- Burn
- Drown
- Get Out Of Here
- Enemy

## Inicio de promoción de "The Sea"
Una rejuvenecida y actualizada Melanie C presentó el primer sencillo "Rock Me", en Lanxess Arena el 25 de junio de 2011. El tema musical fue utilizado como soporte musical para el mundial de fútbol femenino en Alemania, ocupando el #38 en las listas en su primera semana de lanzamiento. También se estrenó el 15 de julio de 2011 el vídeo del que será el segundo sencillo, "Think About It", que dará presentación al álbum en Reino Unido ya que en ese país es el primer sencillo promocional del álbum y a pesar de tener fecha de lanzamiento para el mismo día que el álbum, han sido filtrado en internet el pack de remix que iría en el sencillo. Se dice que con este álbum Melanie C se aleja del estilo que las Spice Girls dejaron en su música, aunque no ha dejado de trabajar con productores de la misma época, consiguiendo sonidos muy actuales y renovados. También muestra nuevas facetas y se acerca más al pop más comercial mezclado con algo de rock. Ha recibido muy buenas críticas por parte del público y se dice que será una oportunidad para la cantante de demostrar al mundo entero su talento, después de anteriores discos que no la han alzado mucho pero que la han lanzado a la fama principalmente en Alemania y Portugal. Con este disco demuestra una vez más que es una cantante con muchísimo talento y que puede competir con las cantantes más actuales y con mayores ventas.